# Rhinolophus inops
Rhinolophus inops — вид рукокрилих родини підковикові (Rhinolophidae).

## Поширення
Країни поширення: Філіппіни. Мешкає на висоті до 2250 м над рівнем моря. В основному залежить від первинних лісів.

## Загрози та охорона
Населення цього виду без сумніву, знизилося через втрати свого лісового середовища проживання, особливо на малих висотах. Тим не менш, він має значне населення в гірських лісах, які є набагато безпечнішими. Проживає в багатьох природоохоронних територіях.